# پایلوت موند، منیتوبا
پایلوت موند، منیتوبا (به انگلیسی: Pilot Mound, Manitoba) یک منطقهٔ مسکونی در کانادا است که در منیتوبا واقع شده‌است. پایلوت موند ۲٫۶۵ کیلومتر مربع مساحت و ۶۲۷ نفر جمعیت دارد و ۳۳۸ متر بالاتر از سطح دریا واقع شده‌است.